# Hrabstwo Kinney

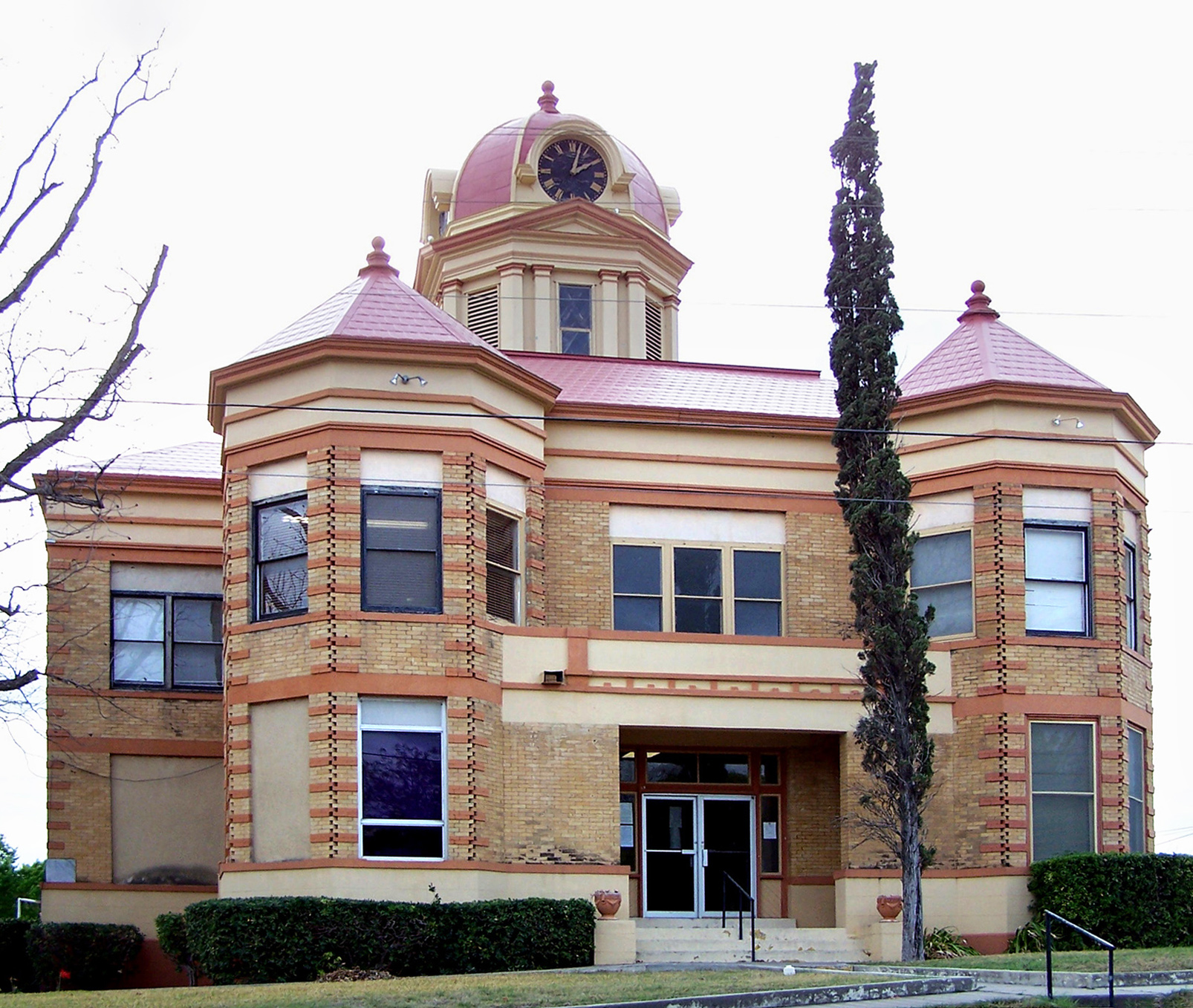
Gmach sądu hrabstwa Kinney

Hrabstwo Kinney – hrabstwo położone w USA, w stanie Teksas, przy granicy z Meksykiem. Utworzone w 1850 r. Siedzibą hrabstwa jest miasteczko Brackettville. Według danych z 2023 liczy 3148 mieszkańców, w tym 42,6% stanowią kobiety. 

## Sąsiednie hrabstwa
- Hrabstwo Edwards (północ)
- Hrabstwo Uvalde (wschód)
- Hrabstwo Maverick (południe)
- Hrabstwo Val Verde (zachód)
- Gmina Jiménez, Coahuila, Meksyk (południe)

## Miasta
- Brackettville
- Spofford

## Skład rasowy
- Latynosi – 53,1%
- biali niebędący Latynosami – 41%
- czarni lub Afroamerykanie – 3,6%
- rdzenna ludność Ameryki – 2,3%
- Azjaci – 1%[1].

## Gospodarka
- hodowla kóz i owiec (36. miejsce w stanie)[2]
- uprawa winogrona, orzechów pekan, oraz szkółkarstwo[2][3]
- opieka zdrowotna, administracja publiczna, oraz transport i magazynowanie (łącznie 54% zatrudnionych)[4]
- myślistwo i turystyka (w tym Park stanowy Kickapoo Cavern)[5].